# Alexandria (Rumunjska)
Alexandria (mađarski: Alecsandrie ) je grad u južnoj Rumunjskoj, glavni grad županije Teleorman.

## Povijest
Alexandria je mladi grad nastao u 19. stoljeću	iz malog naselja, kao usputna stanica između obližnjeg Bukurešta od kojeg je udaljena 88 km i dunavskih luka na zapadu.
Godine 1900. grad je imao 13.675 stanovnika. Aleksandrija je dobila ime po osnivaču, Alexandru II. Ghici knezu Vlaške od 1834. do 1842. godine.

## Zemljopis
Aleksandrija se nalazi u južnom djelu povijesne pokrajine Vlaške, usred Vlaška nizina. Grad pripada pokrajini Munteniji. Rijeka Vedea prolazi kroz grad i pogodnost prelaza preko nje bilo je ključan za nastanak naselja na ovom mjestu.

## Stanovništvo
Po popisu stanovništva iz 2002. godine grad ima 50.496 stanovnika, dok je prosječna gustoća naseljenosti 5,282 stan/km²
- Rumunji: (95,36 %)
- Romi: (4,51 %)
- ostali manje od (1 %)

## Vanjske poveznice
- Službena stranica grada